# Ерупција вулкана Сент Хеленс 1980.
Датума 18. маја 1980, велика вулканска ерупција је избила на планини Сент Хеленс у савезној држави Вашингтон, САД. Ерупција је имала ИЕБ 5 и најдеструктивнија је ерупција која се догодила на простору САД. Ерупција је претходила серијама земљотреса два месеца пре саме ерупције.